# Joseph Harold Wilkinson
Joseph Harold Wilkinson, britanski general, * 1899, † 1954.